# USS Enterprise (CVN-65)
 USS Enterprise (CVN-65) («Ентерпрайз») — авіаносець США. Перший авіаносець із ядерною силовою установкою, був введений у дію 1961 року. Перший і єдиний корабель свого проєкту, попри те, що заплановано було п'ять кораблів такого типу. Підсумкова вартість «Ентерпрайза» досягла 451 млн доларів, і це стало однією з причин, з яких будівництво серії не було продовжено.
Мав найбільшу (342,3 м) довжину серед бойових кораблів світу. The First, the Finest («Перший та найкращий») — один із девізів авіаносця. Одного завантаження ядерним пальним вистачало на 13 років служби, за цей час корабель міг пройти до 1 млн миль.

## Конструкція

Порівняння розмірів деяких великих кораблів і будівель:
Queen Mary 2, 345 м
USS Enterprise, 342 м
Гінденбург, 245 м
Ямато, 263 м
Емпайр-Стейт-білдінг, 443 м
Knock Nevis, 458 м
Пентагон, 431 м

Через значне перевищення бюджету «Ентерпрайз» залишився без запланованої ракетної системи Terrier. Замість цього, система оборони корабля була оснащена трьома ракетами RIM-7 Sea Sparrow меншої дальності, наступні модернізації додали дві NATO Sea Sparrow (NSSM) і три АУ Phalanx CIWS.
Ентерпрайз був єдиним авіаносцем із більш ніж двома ядерними реакторами — він мав на борту 8 реакторів типу A2W.
Додатковим нововведенням на Ентерпрайз була радарна система, заснована на фазованій антенній решітці, яка має перевагу над традиційними радарами з антеною, яка обертається.
Для захисту авіаносця було побудовано дві серії атомних ракетних крейсерів: класу California й класу «Вірджинія».

## Служба
12 січня 1962 року розпочав своє перше плавання під командуванням капітана Вінсента Депо.
Першим «бойовим хрещенням» авіаносця стала Карибська криза — корабель у складі сил Другого флоту США залучався до операції морської блокади Куби. Потім кілька років служив на Середземному морі.
31 липня 1964 року «Перше оперативне з'єднання»: «Ентерпрайз», крейсер «Лонг Біч» і фрегат УРО «Бейнбрідж» (особливістю з'єднання було те, що всі три кораблі — атомні) залишило Гібралтар. Першому у світі повністю атомному флотському з'єднанню було поставлено завдання зробити навколосвітнє плавання. Цей похід називався операцією «Морська орбіта», його було завершено 3 жовтня того ж року.
З 1965 року «Ентерпрайз» увійшов до складу Сьомого флоту й попрямував до Південно-Східної Азії. У грудні 1965 року, з початком В'єтнамської війни, «Ентерпрайз» став першим кораблем з ЯСУ, що взяв участь у бойових діях. На авіаносці було встановлено рекорд — 165 бойових вильотів за одну добу.[джерело?]
14 січня 1969 року на кораблі сталася велика аварія. О 8:15 за місцевим часом, коли перша хвиля літаків злетіла в небо й готувалася друга, гарячий вихлоп тягача, недбало припаркованого поруч зі штабелем 127-мм некерованих ракет «Zuni», призвів до самозапуску однієї з ракет. Вона врізалася в паливний бак штурмовика, який стояв поруч, що призвело до розлиття палива, вибуху авіабомб і безладного розльоту решти ракет. Підсумком стало 27 загиблих і 343 поранених та 15 знищених літаків, вартістю 5-7 млн доларів кожен. Збиток, завданий кораблю, було оцінено в 6,4 млн доларів. Схожа пожежа через самозапуск ракети «Zuni» сталася на авіаносці «Форрестол».
«Ентерпрайз» брав активну участь в операції «Буря в пустелі» 1991 року, коли силами кораблів його групи було завдано кілька ударів крилатими й авіаційними ракетами по території Іраку. Восени 2001 року авіагрупа «Ентерпрайза» підтримувала операцію з вигнання талібів з Афганістану. Через півтора року корабель знову повернувся до Перської затоки й забезпечував вторгнення військ міжнародної коаліції до Іраку.
Трагічний випадок стався 8 листопада 1998 року під час нічних навчань поблизу східного узбережжя США. Невдовзі після успішної посадки винищувача S-3B Viking розпочав посадку EA-6B Prowler. Але другий літак не був вчасно попереджений про те, що S-3B досі залишається на палубі. У результаті зіткнення стався вибух і пожежа. Екіпажі обох літаків змогли катапультуватись, проте з 4 членів екіпажу EA-6B вдалось врятувати лише одного, доля трьох інших невідома.
4 листопада 2012 року авіаносець завершив свій останній похід. Після зупинки ядерних реакторів, демонтажу озброєння та обладнання його планувалося списати на металобрухт.
1 грудня 2012 року авіаносець було виведено з дії. Списано — 3 лютого 2017 року.

## Ударна група «Ентерпрайз»
Під час бойових походів «Ентерпрайз» супроводжувала авіаносна бойова група, яка захищала авіаносець від загроз, а також забезпечувала його наступальні можливості. Ударна група здебільшого складалася з кількох кораблів, включаючи крейсери з керованою ракетною зброєю, есмінці, фрегати і підводні човни, а також танкери-заправники. Остання ударна група «Ентерпрайз», також відома як авіаносна ударна група 12, складалася з крейсера USS Leyte Gulf, есмінців Bulkeley, Barry і Mason та авіаносця постачання Arctic.